# Shin Ji
Shin Ji, de nacimiento Lee Ji-Seon (Incheon, 18 de noviembre de 1981), es una cantante, compositora y actriz surcoreana, conocida por ser miembro del grupo musical surcoreano Koyote.

## Biografía
Asistió a la Universidad Dongduk– Departamento de Música popular.

## Carrera
Debutó en 1998 en el grupo, Koyote, y escribió algunas letras de canciones para el grupo, incluyendo "I Love Rock & Roll". Es la única mujer y miembro original del grupo.

## Discografía

### Sencillos
- Always (ost del anime game Yogurting)
- The day when sun rises (feat. Mighty Mouth, Song Dae Kwan)
- How Long Time (Feat. NC.A)

## Filmografía

### Series de televisión
| Año       | Título                     | Papel                   | Red | Notas   |
| --------- | -------------------------- | ----------------------- | --- | ------- |
| 2006-2007 | High Kick!                 | Shin Ji / Shin Bong-hee | MBC |         |
| 2009      | High Kick Through The Roof | Shin Ji / Shin Bong-hee | MBC | (ep.81) |

### Espectáculos de variedades
| Año  | Título                       | Red           | Notas              |
| ---- | ---------------------------- | ------------- | ------------------ |
| 2002 | Happy Together – temporada 1 | KBS2          | (ep.23)            |
| 2003 | Happy Together – temporada 1 | KBS2          | (ep.78-79,93,110)  |
| 2004 | Happy Together – temporada 1 | KBS2          | (ep.129)           |
| 2005 | Happy Together – temporada 1 | KBS2          | (ep.164)           |
| 2007 | 2 Days & 1 Night – Season 1  | KBS2          | (ep.10-12)         |
| 2008 | Radio Star                   | MBC           | (ep.60-61)         |
| 2013 | Radio Star                   | MBC           | (ep.285)           |
| 2015 | 2 Days & 1 Night – Season 3  | KBS2          | (ep.76-78)         |
| 2016 | Fantastic Duo                | SBS           | (ep.25-26)         |
| 2016 | Happy Together – Season 3    | KBS2          | (ep.468)           |
| 2017 | Radio Star                   | MBC           | (ep.508)           |
| 2017 | Infinite Challenge           | MBC           | (ep.514)           |
| 2018 | My Brain-fficial             | History Korea | Invitada (ep 3)    |
| 2018 | Real Men 300                 | MBC           | Miembro del elenco |